# Carl Hubert von Wendt

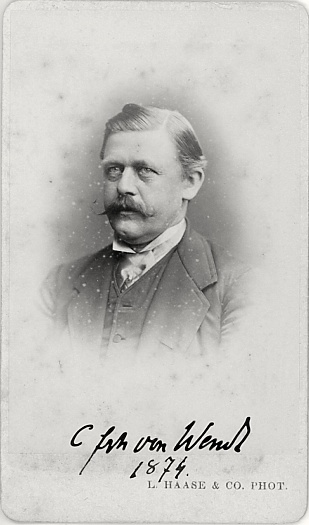
Carl Hubert von Wendt

Carl Hubert Maria Freiherr von Wendt (* 21. Januar 1832 auf Schloss Hovestadt; † 11. Dezember 1903 auf Schloss Gevelinghausen) war ein deutscher Gutsbesitzer und Politiker der Zentrumspartei.

## Herkunft
Er entstammte der Adelsfamilie Wendt aus der Linie Papenhausen (heute Ortsteil von Bad Salzuflen) und war Sohn des Franz Freiherrn von Wendt (1800–1870) und dessen erster Ehefrau Ida Bernhardine Gräfin von Plettenberg (1806–1834), aus dem Hause Lenhausen.

## Leben
Er besuchte die Rheinische Ritterakademie und das Gymnasium Paulinum (Münster), ehe er in Bonn und Berlin Rechtswissenschaften studierte. 1853 wurde er Mitglied des Corps Borussia Bonn. Anschließend war er Gerichts- beziehungsweise Regierungsreferendar in Münster und Regierungsassessor in Arnsberg. Danach gab er den Staatsdienst auf. Er widmete sich dem Familienbesitz. Er war unter anderem Besitzer von Schloss Gevelinghausen.
Wegen der Familienbesitzungen im Fürstentum Lippe gehörte Wendt-Papenhausen zwischen 1864 und 1874 der Landesvertretung von Lippe-Detmold als Vertreter der Ritterschaft an. Zwischen 1875 und 1883 war er Mitglied des Preußischen Abgeordnetenhauses für den Wahlkreis Warburg-Höxter. Ab 1885 war Wendt-Papenhausen Mitglied des Preußischen Herrenhauses. Von 1874 bis 1893 war er außerdem als Abgeordneter des Wahlkreises Regierungsbezirk Minden 5 (Warburg - Höxter) Mitglied des Reichstages für die Zentrumspartei. 1865 (als Vertreter des Fürsten von Salm-Horstmar, 1880, 1881 und 1882 (stellvertretend) sowie von 1884 bis zu seinem Tod 1903 war er Mitglied im Provinziallandtag der Provinz Westfalen für den Wahlbezirk Herzogtum Westfalen, Wahlkreis Meschede.

## Familie
Carl Freiherr von Wendt heiratete am 23. Juni 1868 auf Schloss Bladenhorst (Westfalen) Maria Freiin von Romberg (* 24. September 1848 auf Schloss Bladenhorst; † 11. November 1941 auf Schloss Gevelinghausen), die Tochter des Konrad Freiherr von Romberg (1816–1881) und dessen zweiter Ehefrau Antonia Freiin von Mervelt (1824–1852). Das Paar hatte mehrere Kinder:
- Antonie Franziska Maria Aloysia Huberta (* 22. April 1869)
- Caroline Maria Franziska Alphansa Huberta Aloysia (* 2. August 1870)
- Conrad Josef Karl Franz Alfons Hubert Maria (* 24. April 1872; † 19. Januar 1945) ⚭ Agnes von Galen
- Paula Elisabeth Huberta Luise Cäcilia Pia Josepha Maria (* 7. Mai 1873)
- Josef Karl Franz Pius Hubert Maria (* 18. Februar 1875)
- Clemens Karl Paul Pius Joseph Hubert Maria (* 2. Mai 1877)
- Sophie Clementine Huberta Marta (* 17. April 1879)